# Kramarzyny (przystanek kolejowy)
Kramarzyny – dawna stacja kolejowa nieistniejącej linii kolejowej Bytów – Miastko w Kramarzynach (niem.Kremersbruch), obecnie w województwie pomorskim, w Polsce.